# Вайсбекер, Антон
Антон Вайсбекер (нем. Anton Waisbecker, венг. Waisbecker Antal; 29 января 1835 — 4 апреля 1916) — венгерский врач и ботаник.

## Биография
Антон Вайсбекер родился 29 января 1835 года в городе Кесег (медье Ваш).
Он работал врачом в городе Кесег и проводил исследования местной флоры. Известен своим опытом в изучении Папоротникообразных, он также сделал значительный вклад в исследование родов «Малина», «Осока» и «Лапчатка».
Умер 4 апреля 1916 года.

## Основные научные работы
- "Köszeg és vidékének edényes nôvényei" (1882, второе издание в 1891) - Семени Кесег и окрестности.
- "Beiträge zur Flora des Eisenburger Comitates" (1893) - Вклад в изучение флоры медье Ваш[3][4].